# Fotja de les Hawaii
La fotja de les Hawaii o fotja de Hawaii (Fulica alai) és una espècie d'ocell de la família dels ràl·lids (Rallidae) que habita estanys de les majors entre les illes Hawaii, a excepció de Lanai.